# Konya (Provinz)
Die türkische Provinz Konya ist die flächenmäßig größte Provinz der Türkei. Ihre Hauptstadt ist das gleichnamige Konya (osmanisch قونیه, von altgriechisch Ἰκόνιον Ikónion, lateinisch Iconium). Ihre Nachbarprovinzen sind im Norden Ankara, im Westen Isparta, Afyonkarahisar und Eskişehir, im Süden Mersin, Karaman und Antalya sowie im Osten Niğde und Aksaray.

## Geographie
Mit 40.841 km² ist Konya die größte Provinz der Türkei. Sie liegt in der inneranatolischen Hochebene auf einer mittleren Höhe von 1.016 m. Die höchsten Berge der Provinz sind Geyik (3.130 m), Bolkar-Berge (3.134 m) und Aydos-Berge (3.240 m) im Taurusgebirge an der Südgrenze der Provinz.

## Verwaltungsgliederung
Konya ist seit 1986 eine Großstadt (Büyükşehir belediyesi). Im Zuge der Verwaltungsreform 2013/2014 wurden alle Landkreise direkt dem Oberbürgermeister von Konya unterstellt. Die ehemaligen Bürgermeister der Gemeinden (Belediye) wurden auf den Rang eines Muhtars heruntergestuft. Somit sind die 31 Landkreise gleichzeitig Stadtbezirke, jeder davon gliedert sich in Stadtviertel/Ortsteile (Mahalle), insgesamt gibt es 1.154 davon. Ein Muhtar ist in jedem Mahalle der oberste Beamte.
| Kreis- code 1 | Landkreis İlçe | Fläche 2 (km²) | Bevölkerung am 31.12.2020 3 | Bevölkerung am 31.12.2020 3 | Bevölkerung am 31.12.2020 3 | Anzahl der Mahalle | Sex Ratio 4 Frauen auf 1000 Männer | Bevölke rungs dichte (Einw./km²) | Grün- dungs datum 5, 6 |
| Kreis- code 1 | Landkreis İlçe | Fläche 2 (km²) | Gesamt                      | männlich                    | weiblich                    | Anzahl der Mahalle | Sex Ratio 4 Frauen auf 1000 Männer | Bevölke rungs dichte (Einw./km²) | Grün- dungs datum 5, 6 |
| ------------- | -------------- | -------------- | --------------------------- | --------------------------- | --------------------------- | ------------------ | ---------------------------------- | -------------------------------- | ---------------------- |
| 1868          | Ahırlı         | 325            | 4.657                       | 2.290                       | 2.367                       | 15                 | 1.033,6                            | 14,3                             | 1990                   |
| 1753          | Akören         | 640            | 5.766                       | 2.912                       | 2.854                       | 14                 | 980,1                              | 9,0                              | 1987                   |
| 1122          | Akşehir        | 895            | 93.998                      | 46.045                      | 47.953                      | 55                 | 1.041,4                            | 105,0                            |                        |
| 1760          | Altınekin      | 1.312          | 14.271                      | 7.214                       | 7.057                       | 20                 | 978,2                              | 10,9                             | 1987                   |
| 1188          | Beyşehir       | 2.054          | 75.532                      | 37.578                      | 37.954                      | 67                 | 1.010,0                            | 36,8                             |                        |
| 1207          | Bozkır         | 1.105          | 25.832                      | 12.581                      | 13.251                      | 52                 | 1.053,3                            | 23,4                             |                        |
| 1902          | Çeltik         | 3.702          | 9.787                       | 4.976                       | 4.811                       | 14                 | 966,8                              | 2,6                              | 1990                   |
| 1222          | Cihanbeyli     | 640            | 52.110                      | 26.053                      | 26.057                      | 47                 | 1.000,2                            | 81,4                             | 1926                   |
| 1262          | Çumra          | 2.089          | 67.901                      | 33.985                      | 33.916                      | 53                 | 998,0                              | 32,5                             | 1926                   |
| 1907          | Derbent        | 359            | 4.221                       | 2.046                       | 2.175                       | 13                 | 1.063,0                            | 11,8                             | 1990                   |
| 1789          | Derebucak      | 451            | 5.976                       | 2.980                       | 2.996                       | 12                 | 1.005,4                            | 13,3                             | 1987                   |
| 1285          | Doğanhisar     | 482            | 15.520                      | 7.462                       | 8.058                       | 24                 | 1.079,9                            | 32,2                             | 1957                   |
| 1920          | Emirgazi       | 798            | 8.459                       | 4.313                       | 4.146                       | 16                 | 961,3                              | 10,6                             | 1990                   |
| 1312          | Ereğli         | 2.214          | 149.346                     | 74.644                      | 74.702                      | 87                 | 1.000,8                            | 67,5                             |                        |
| 1933          | Güneysınır     | 482            | 9.266                       | 4.651                       | 4.615                       | 18                 | 992,3                              | 19,2                             | 1990                   |
| 1375          | Hadim          | 1.165          | 11.628                      | 5.836                       | 5.792                       | 32                 | 992,5                              | 10,0                             | 1926                   |
| 1937          | Halkapınar     | 605            | 3.974                       | 1.966                       | 2.008                       | 17                 | 1.021,4                            | 6,6                              | 1990                   |
| 1804          | Hüyük          | 443            | 15.595                      | 7.625                       | 7.970                       | 23                 | 1.045,2                            | 35,2                             | 1987                   |
| 1400          | Ilgın          | 1.636          | 54.315                      | 26.865                      | 27.450                      | 56                 | 1.021,8                            | 33,2                             |                        |
| 1422          | Kadınhanı      | 1.568          | 31.817                      | 16.064                      | 15.753                      | 53                 | 980,6                              | 20,3                             |                        |
| 1441          | Karapınar      | 2.623          | 50.304                      | 25.471                      | 24.833                      | 42                 | 975,0                              | 19,2                             |                        |
| 1814          | Karatay        | 2.832          | 351.422                     | 176.714                     | 174.708                     | 80                 | 988,6                              | 124,1                            | 1987                   |
| 1491          | Kulu           | 2.234          | 51.493                      | 25.601                      | 25.892                      | 46                 | 1.011,4                            | 23,1                             | 1954                   |
| 1827          | Meram          | 1.822          | 344.549                     | 171.087                     | 173.462                     | 69                 | 1.013,9                            | 189,1                            | 1987                   |
| 1598          | Sarayönü       | 1.620          | 27.542                      | 13.794                      | 13.748                      | 26                 | 996,7                              | 17,0                             | 1959                   |
| 1839          | Selçuklu       | 1.931          | 663.280                     | 327.363                     | 335.917                     | 72                 | 1.026,1                            | 343,5                            | 1987                   |
| 1617          | Seydişehir     | 1.458          | 65.385                      | 32.774                      | 32.611                      | 55                 | 995,0                              | 44,9                             |                        |
| 1848          | Taşkent        | 457            | 6.001                       | 2.994                       | 3.007                       | 15                 | 1.004,3                            | 13,1                             | 1987                   |
| 1990          | Tuzlukçu       | 704            | 6.398                       | 3.120                       | 3.278                       | 15                 | 1.050,6                            | 9,1                              | 1990                   |
| 1994          | Yalıhüyük      | 94             | 1.573                       | 770                         | 803                         | 4                  | 1.042,9                            | 16,7                             | 1990                   |
| 1735          | Yunak          | 2.101          | 22.102                      | 11.076                      | 11.026                      | 42                 | 995,5                              | 10,5                             | 1953                   |
| 42 Konya      | 42 Konya       | 40.841         | 2.250.020                   | 1.118.850                   | 1.131.170                   | 1.154              | 1.011,0                            | 55,1                             |                        |

## Bevölkerung

### Ergebnisse der Bevölkerungsfortschreibung
Nachfolgende Tabelle zeigt die jährliche Bevölkerungsentwicklung nach der Fortschreibung durch das 2007 eingeführte adressierbare Einwohnerregister (ADNKS). Zusätzlich sind die Bevölkerungswachstumsrate und das Geschlechterverhältnis (Sex Ratio d. h. die rechnerisch ermittelte Anzahl der Frauen pro 1000 Männer) aufgeführt. Der Zensus von 2011 ermittelte 2.033.227 Einwohner, das sind über eine 150.000 Einwohner weniger als zum Zensus 2000.

| Jahr | Bevölkerung am Jahresende | Bevölkerung am Jahresende | Bevölkerung am Jahresende | Wachstums- rate der Be- völkerung (in %) | Geschlechter verhältnis (Frauen auf 1000 Männer) | Rang (unter den 81 Provinzen) |
| Jahr | gesamt                    | männlich                  | weiblich                  | Wachstums- rate der Be- völkerung (in %) | Geschlechter verhältnis (Frauen auf 1000 Männer) | Rang (unter den 81 Provinzen) |
| ---- | ------------------------- | ------------------------- | ------------------------- | ---------------------------------------- | ------------------------------------------------ | ----------------------------- |
| 2020 | 2.250.020                 | 1.118.850                 | 1.131.170                 | 0,79                                     | 1.011                                            | 7                             |
| 2019 | 2.232.374                 | 1.108.968                 | 1.123.406                 | 1,21                                     | 1.013                                            | 7                             |
| 2018 | 2.205.609                 | 1.094.441                 | 1.111.168                 | 1,17                                     | 1.015                                            | 7                             |
| 2017 | 2.180.149                 | 1.081.718                 | 1.098.431                 | 0,87                                     | 1.015                                            | 7                             |
| 2016 | 2.161.303                 | 1.073.631                 | 1.087.672                 | 1,44                                     | 1.013                                            | 7                             |
| 2015 | 2.130.544                 | 1.056.540                 | 1.074.004                 | 1,03                                     | 1.017                                            | 7                             |
| 2014 | 2.108.808                 | 1.046.182                 | 1.062.626                 | 1,42                                     | 1.016                                            | 7                             |
| 2013 | 2.079.225                 | 1.031.563                 | 1.047.662                 | 1,31                                     | 1.016                                            | 7                             |
| 2012 | 2.052.281                 | 1.014.292                 | 1.037.989                 | 0,67                                     | 1.023                                            | 7                             |
| 2011 | 2.038.555                 | 1.009.855                 | 1.028.700                 | 1,23                                     | 1.019                                            | 7                             |
| 2010 | 2.013.845                 | 996.157                   | 1.017.688                 | 1,06                                     | 1.022                                            | 6                             |
| 2009 | 1.992.675                 | 985.438                   | 1.007.237                 | 1,16                                     | 1.022                                            | 6                             |
| 2008 | 1.969.868                 | 974.700                   | 995.168                   | 0,55                                     | 1.021                                            | 6                             |
| 2007 | 1.959.082                 | 968.666                   | 990.416                   | –                                        | 1.022                                            | 6                             |

Laut einer Untersuchung des Türk Dil Kurumu von 1996 sprechen die Einwohner einen Westanatolischen Dialekt des Türkischen, der mit dem südlichen Dialekt von Mersin in der gleichen Gruppe ist.

### Volkszählungsergebnisse
Nachfolgende Tabellen geben den bei den 14 Volkszählungen dokumentierten Einwohnerstand der Provinz Konya wieder. Die Werte der linken Tabelle entstammen E-Books (der Originaldokumente) entnommen, die Werte der rechten Tabelle basieren aus der Datenabfrage des Türkischen Statistikinstituts TÜIK
| Jahr | Bevölkerung am Zensustag | Bevölkerung am Zensustag | jährl. Wachs- tumsrate in % | Rang |
| Jahr | Türkei                   | Provinz Konya            | Provinz Konya               | Rang |
| ---- | ------------------------ | ------------------------ | --------------------------- | ---- |
| 1927 | 13.648.270               | 504.384                  | –                           | 3    |
| 1935 | 16.158.018               | 569.684                  | 1,62                        | 2    |
| 1940 | 17.820.950               | 620.936                  | 1,80                        | 3    |
| 1945 | 18.790.174               | 661.877                  | 1,32                        | 4    |
| 1950 | 20.947.188               | 741.026                  | 2,39                        | 4    |
| 1955 | 24.064.763               | 847.723                  | 2,88                        | 4    |
| 1960 | 27.754.820               | 982.422                  | 3,18                        | 4    |

| Jahr | Bevölkerung am Zensustag | Bevölkerung am Zensustag | jährl. Wachs- tumsrate in % | Rang |
| Jahr | Türkei                   | Provinz Konya            | Provinz Konya               | Rang |
| ---- | ------------------------ | ------------------------ | --------------------------- | ---- |
| 1965 | 31.391.421               | 1.122.622                | 2,85                        | 4    |
| 1970 | 35.605.176               | 1.280.239                | 2,81                        | 4    |
| 1975 | 40.347.719               | 1.422.461                | 1,80                        | 4    |
| 1980 | 44.736.957               | 1.562.139                | 1,32                        | 4    |
| 1985 | 50.664.458               | 1.769.050                | 2,39                        | 4    |
| 1990 | 56.473.035               | 1.750.303                | 2,88                        | 5    |
| 2000 | 67.803.927               | 2.192.166                | 3,18                        | 4    |

Anzahl der Provinzen bezogen auf die Censusjahre:
- 1927, 1940 bis 1950: 63 Provinzen
- 1935: 57 Provinzen
- 1955: 67 Provinzen
- 1960 bis 1985: 73 Provinzen
- 1990: 73 Provinzen
- 2000: 81 Provinzen

### Detaillierte Volkszählungsergebnisse
| Jahr | Gesamtbevölkerung | Gesamtbevölkerung | Gesamtbevölkerung | Stadtbevölkerung            | Stadtbevölkerung            | Stadtbevölkerung            | Stadtbevölkerung            | Landbevölkerung             | Landbevölkerung             | Landbevölkerung             | Landbevölkerung             |
| Jahr | Gesamt            | männlich          | weiblich          | Gesamt                      | %                           | männlich                    | weiblich                    | Gesamt                      | %                           | männlich                    | weiblich                    |
| ---- | ----------------- | ----------------- | ----------------- | --------------------------- | --------------------------- | --------------------------- | --------------------------- | --------------------------- | --------------------------- | --------------------------- | --------------------------- |
| 1927 | 504.125           | 238.959           | 265.166           | 100.946                     | 20,02                       | 49.648                      | 51.298                      | 403.179                     | 79,98                       | 189.311                     | 213.868                     |
| 1935 | 569.684           | 272.133           | 297.551           | 114.051                     | 20,02                       | 56.841                      | 57.210                      | 455.633                     | 79,98                       | 215.292                     | 240.341                     |
| 1940 | 620.936           | 300.253           | 320.683           | 129.045                     | 20,78                       | 66.350                      | 62.695                      | 491.891                     | 79,22                       | 233.903                     | 257.988                     |
| 1945 | 661.877           | 325.452           | 336.425           | 139.877                     | 21,13                       | 70.411                      | 69.466                      | 522.000                     | 78,87                       | 255.041                     | 266.959                     |
| 1950 | 741.026           | Keine Angaben     | Keine Angaben     | 157.421                     | 21,24                       | Keine Angaben               | Keine Angaben               | 583.605                     | 78,76                       | Keine Angaben               | Keine Angaben               |
| 1955 | 847.723           | 421.040           | 426.683           | 214.896                     | 25,35                       | 110.674                     | 104.222                     | 632.827                     | 74,65                       | 310.366                     | 322.461                     |
| 1960 | 982.422           | 491.102           | 491.320           | 279.878                     | 28,49                       | 144.346                     | 135.532                     | 702.544                     | 71,51                       | 346.756                     | 355.788                     |
| 1965 | 1.122.622         | 560.069           | 562.553           | 354.578                     | 31,58                       | 184.088                     | 170.490                     | 768.044                     | 68,42                       | 375.981                     | 392.063                     |
| 1970 | 1.280.239         | 632.610           | 647.629           | 455.707                     | 35,60                       | 237.331                     | 218.376                     | 824.532                     | 64,40                       | 395.279                     | 429.253                     |
| 1975 | 1.422.461         | 714.286           | 708.175           | 555.172                     | 39,03                       | 289.380                     | 265.792                     | 867.289                     | 60,97                       | 424.906                     | 442.383                     |
| 1980 | 1.562.139         | 776.502           | 785.637           | 672.695                     | 43,06                       | 345.046                     | 327.649                     | 889.444                     | 56,94                       | 431.456                     | 457.988                     |
| 1985 | 1.769.050         | 878.563           | 890.487           | 852.457                     | 48,19                       | 434.621                     | 417.836                     | 916.593                     | 51,81                       | 443.942                     | 472.651                     |
| 1990 | 1.750.303         | 873.886           | 876.417           | 963.128                     | 55,03                       | 490.789                     | 472.339                     | 787.175                     | 44,97                       | 383.097                     | 404.078                     |
| 2000 | 2.192.166         | 1.105.020         | 1.087.146         | 1.294.817                   | 59,07                       | 654.271                     | 640.546                     | 897.349                     | 40,93                       | 450.749                     | 446.600                     |
| 2011 | 2.033.227         | 1.007.211         | 1.026.016         | keine detaillierten Angaben | keine detaillierten Angaben | keine detaillierten Angaben | keine detaillierten Angaben | keine detaillierten Angaben | keine detaillierten Angaben | keine detaillierten Angaben | keine detaillierten Angaben |

## Wassermangel
Der mittlere Jahresniederschlag von 326 mm ist der niedrigste in der Türkei. Noch niedriger ist er an Orten wie dem salzigen Tuz Gölü, der in dieser wasser- und abflussarmen Region entstanden ist. Andere Seen und Gewässer Konyas sind der Beyşehir Gölü, Çavuşçu Gölü, Akşehir Gölü, Suğla Gölü, Ereğli Akgöl und der Yunak Akgöl.
Dem Wassermangel sucht man durch den Bau von Stauseen zu begegnen. Aus diesem Grund wurde z. B. die Sille-Talsperre angelegt.

## Geschichte und Kultur
Südöstlich von Konya, ca. 40 km entfernt, befindet sich Çatalhöyük, eine der ältesten Siedlungen der Menschheit. Etwa 70 km westlich liegen das hethitische Quellheiligtum Eflatun Pınar und die möglicherweise dazugehörige Großskulptur bei Fasıllar. Im Bezirk liegt, knapp an der Grenze zu Karaman, auf einem Felskegel das späthethitische Felsrelief am Kızıldağ mit einem Bildnis des Königs Hartapu und mehreren Inschriften in luwischen Hieroglyphen.

## Politik
Konya gilt traditionell als konservativ ausgerichtete Provinz. So erzielten dort islamisch-konservative Parteien wie die Adalet ve Kalkınma Partisi (AKP) oder die Fazilet Partisi (FP) teilweise ihre höchsten Wahlergebnisse. Die politische Entwicklung der Provinz gemäß den Wahlergebnissen zum Parlament:
|                                                                    |                                                                        |                                                                     |                                                        |                                                                     |                                                                                              | |                                                                       |                                                                       |
| 2015 (01.11.)                                                      | 2015 (07.06.)                                                          | 2011                                                                | 2007                                                   | 2004                                                                | 1999                                                                                         | 1994                                                                                                  | 1989                                                                  | 1984                                                                  |
| AKP 73,94 % MHP 11,28 % CHP 9,36 % HDP 3,10 % SP 0,89 % BBP 0,63 % | AKP 65,00 % MHP 16,20 % CHP 9,90 % HDP 4,52 % SP/BBP 2,94 % DSP 0,21 % | AKP 69,63 % MHP 13,16 % CHP 10,25 % SP 2,18 % BBP 1,25 % HAS 1,13 % | AKP 65,31 % MHP 13,01 % CHP 8,15 % DP 5,92 % SP 4,40 % | AKP 54,35 % MHP 13,06 % SP 11,25 % CHP 8,56 % DYP 6,94 % SHP 1,52 % | FP 30,88 % MHP 25,41 % DYP 14,13 % DSP 8,82 % ANAP 8,68 % CHP 6,73 % BBP 2,29 % HADEP 1,25 % | RP 32,68 % ANAP 18,91 % DYP 17,12 % MHP 13,76 % SHP 8,21 % CHP 3,54 % DSP 2,89 % BBP 1,07 % MP 1,02 % | DYP 26,14 % ANAP 21,44 % RP 20,73 % SHP 19,12 % MCP 6,04 % DSP 5,60 % | ANAP 45,66 % SODEP 20,13 % DYP 15,11 % RP 8,62 % MDP 5,07 % HP 4,94 % |